# Рубиновый этелис
Рубиновый этелис (лат. Etelis carbunculus) —вид лучепёрых рыб семейства луциановых (Lutjanidae). Распространены в Индо-Тихоокеанской области. Максимальная длина тела 127 см. Морские бентопелагические рыбы. Имеют промысловое значение.

## Описание
Тело удлинённое, веретенообразной формы, несколько сжато с боков, покрыто чешуёй среднего размера. Ряды чешуй на спине параллельны боковой линии. В боковой линии 47—53 чешуй. Верхняя челюсть покрыта чешуёй, но без продольных гребней; её задний край доходит до вертикали, проходящей через середину орбиты глаза. Нижняя челюсть немного выдаётся вперёд. Зубы на челюстях маленькие, расположены в один ряд, конической формы, впереди 1—2 пары клыковидных зубов; на сошнике зубы расположены V-образно, без заднего выроста в средней части. Межорбитальное пространство плоское. Ноздри на каждой стороне головы расположены близко друг к другу. На первой жаберной дуге 17—22 жаберных тычинок, в том числе 11—14 на нижней половине. Спинной плавник сплошной, но между колючей и мягкой частями заметная выемка. В колючей части 10 жёстких лучей, а в мягкой части 11 мягких лучей. Чешуя на спинном и анальном плавниках отсутствует. В анальном плавнике 3 жёстких и 8 мягких лучей. Последний мягкий луч в спинном и анальном плавниках немного удлинённый. Грудные плавники удлинённые, но несколько короче длины головы, с 15—17 мягкими лучами. Хвостовой плавник вильчатый, лопасти относительно короткие по сравнению с другими представителями рода (их длина составляет от 25 до 30% стандартной длины тела).
Тело от красного до розового цвета, нижняя часть тела и брюхо беловатые. Край спинного плавника красный; края лопастей хвостового плавника красные с белой верхушкой на нижней лопасти.
Максимальная длина тела 127 см, обычно до 65 см.

## Биология
Морские бентопелагические рыбы. Обитают у скалистых рифов на континентальном шельфе на глубине от 90 до 400 м. Питаются рыбами и крупными беспозвоночными (крабы, креветки, головоногие). В составе рациона обнаружены также пелагические сальпы. У берегов Новых Гебрид нерестятся в течение всего года с пиком в ноябре. У Папуа Новая Гвинея впервые созревают при длине тела 61 см, а у Гавайских островов при длине тела 32 см в возрасте 1—2 года. Максимальная продолжительность жизни по данным разных авторов варьируется от 8 до 17 лет. Приводятся оценки продолжительности жизни до 35 лет.

## Ареал
Широко распространены в Индо-Тихоокеанской области от Красного моря и Персидского залива вдоль побережья восточной Африки; по всему Индийскому океану и до Гавайских островов в Тихом океане, включая Французскую Полинезию. В западной части Тихого океана встречаются от Японии до Австралии и Новой Зеландии.

## Взаимодействие с человеком
Рубиновый этелис является промысловым видом во многих регионах на протяжении всего ареала. Ловят донными удочками, вертикальными ярусами и донными тралами. Реализуется в свежем виде. Популярный объект спортивной рыбалки.
Международный союз охраны природы присвоил этому виду охранный статус «Вызывающий наименьшие опасения».